# Пам'ятки Полтави

## Пам'ятки архітектури

### Національного значення
| №  | Адреса                     | Назва                          | Роки             |
| -- | -------------------------- | ------------------------------ | ---------------- |
| 1  | Вул. Соборності            | Пам'ятник «Слави»              | 1805−1811        |
| 2  | - " -                      | Поштамт                        | 1809             |
| 3  | - " -                      | Присутствені місця             | 1810             |
| 4  | - " -                      | Губернаторський будинок        | 1810.            |
| 5  | - " -                      | Кадетський корпус              | 1840             |
| 6  | - " -                      | Дворянське зібрання            | 1810             |
| 7  | - " -                      | Старо-губернаторський будинок  | 1811             |
| 8  | - " -                      | Віце-губернаторський будинок   | 1811             |
| 9  | - " -                      | Спаська церква                 | 1705—1811        |
| 10 | Вул. Шевченка              | Богадільня                     | 1820             |
| 11 | Проспект 1-го Травня       | Пожежна команда                | XIX ст.          |
| 12 | - « -                      | Інститут благородних дівиць    | 1832             |
| 13 | Червона площа              | Дзвіниця                       | 1774—1801        |
| 14 | Вул. Паїсія Величковського | Здвиженський собор та дзвіниця | XVII — XVIII ст. |

### Місцевого значення
| № п/п | Найменування об'єкта | Категорія пам'ятки (національного чи місцевого значення)   | Дата утворення об'єкта   | Місце знаходження об'єкта |  | Розташування об'єкта (адреса)                      |
| ----- | --- | ---------------------------------------------------------- | ------------------------ | ------------------------- |  | -------------------------------------------------- |
| 1     | Макарівська церква (Свято-Макарівський кафедральний собор)                                                                             | Місцевого значення                                         | 1901-1903                | Полтава                   |  | м. Полтава, вул. Лялі Убийвовк,2                   |
| 2     | Вознесенська церква Покровського монастиря                                                                                             | Місцевого значення. Пропонується до національного значення | 1762                     | Полтава                   |  | м. Полтава, вул. Зоряна,2                          |
| 3     | Торговий будинок (Житловий будинок, магазин, приватні магазини)                                                                        | Місцевого значення                                         | кін. 19 ст.              | Полтава                   |  | м. Полтава, вул. Новий Базар,20                    |
| 4     | Військовий шпиталь (ВАТ „Полтава цукор“)                                                                                               | Місцевого значення                                         | поч 20ст                 | Полтава                   |  | м. Полтава, вул. Пилипа Орлика,18                  |
| 5     | Міські Московські бані (адмінбудинок з магазином)                                                                                      | Місцевого значення                                         | кін. 19 ст.              | Полтава                   |  | м. Полтава, вул. Пилипа Орлика,29/Котляревського,2 |
| 6     | Міський особняк (Адмінбудівля) | Місцевого значення                                         | кін. 19 ст.              | Полтава                   |  | м. Полтава, вул. Пилипа Орлика,32                  |
| 7     | Міський маєток (Адмінбудівля) | Місцевого значення                                         | кін. 19 ст.              | Полтава                   |  | м. Полтава, вул. Пилипа Орлика, 42                 |
| 8     | Адмінбудівля (Кооперативні курси) | Місцевого значення                                         | 1850                     | Полтава                   |  | м. Полтава, просп. Першотравневий, 13              |
| 9     | Миколаївська церква (Свято-Миколаївська православна церква)                                                                            | Місцевого значення                                         | 1775                     | Полтава                   |  | м. Полтава, просп. Першотравневий,3                |
| 10    | Міський особняк (Будинок з левами, житловий будинок)                                                                                   | Місцевого значення                                         | 2 пол. 19 ст.            | Полтава                   |  | м. Полтава, вул. Пушкіна, 52                       |
| 11    | Духовна семінарія (Полтавська державна аграрна академія)                                                                               | Місцевого значення                                         | 1876                     | Полтава                   |  | м. Полтава, вул. Сковороди, 1/3                    |
| 12    | Південний вокзал | Місцевого значення                                         | 1940                     | Полтава                   |  | м. Полтава, площа Слави                            |
| 13    | Головний міський залізничний вокзал (Київський вокзал)                                                                                 | Місцевого значення                                         | 1901                     | Полтава                   |  | м. Полтава, вул. Кондратенка, 12                   |
| 14    | Пивоварений завод з пивною „Приют друзей“ (Корпус кондитерської фабрики)                                                               | Місцевого значення                                         | кін 19ст.                | Полтава                   |  | м. Полтава, вул. Спаська, 10                       |
| 15    | Повітове училище (Полтававодоканал) | Місцевого значення                                         | кін 19ст.                | Полтава                   |  | м. Полтава, вул. Спаська, 9                        |
| 16    | Житловий дім | Місцевого значення                                         | 1902                     | Полтава                   |  | м. Полтава, вул. Європейська, 22                   |
| 17    | Житловий будинок з аптекою (Аптекоуправління)                                                                                          | Місцевого значення                                         | 2 пол. 19 ст.            | Полтава                   |  | м. Полтава, вул. Шевченка, 25/26                   |
| 18    | Торговий будинок з житлом на 2-му поверсі                                                                                              | Місцевого значення                                         | 1897                     | Полтава                   |  | м. Полтава, вул. Шевченка, 27                      |
| 19    | Торговий будинок з житлом на 2-му поверсі                                                                                              | Місцевого значення                                         | сер. 19 ст, близько 1900 | Полтава                   |  | м. Полтава, вул. Шевченка, 29                      |
| 20    | Житловий будинок (Полтавасільенергомережбуд)                                                                                           | Місцевого значення                                         | 1900                     | Полтава                   |  | м. Полтава, вул. Шевченка, 41                      |
| 21    | Житловий будинок (Полтавалегмаш) | Місцевого значення                                         | поч. 20 ст               | Полтава                   |  | м. Полтава, вул. Шевченка, 44                      |
| 22    | Житловий будинок (Товариство УТОГ) | Місцевого значення                                         | бл. 1900                 | Полтава                   |  | м. Полтава, вул. Шевченка, 58                      |
| 23    | Житловий будинок | Місцевого значення                                         | 1885                     | Полтава                   |  | м. Полтава, вул. Шевченка,70                       |
| 24    | Школа (Адмінбудівля) | Місцевого значення                                         | 2 пол. 19 ст.            | Полтава                   |  | м. Полтава, вул. В'ячеслава Чорновола, 20          |
| 25    | Промисловий корпус бавовно-прядильного комбінату(„Демітекс“)                                                                           | Місцевого значення                                         | 1934                     | Полтава                   |  | м. Полтава, вул. Маршала Бірюзова, 28а             |
| 26    | Міст через річку Ворскла | Місцевого значення                                         | 1954                     | Полтава                   |  | м. Полтава, вул. Миру                              |
| 27    | Декоративні пропілеї (входи у двори)                                                                                                   | Місцевого значення                                         | поч. 1850р               | Полтава                   |  | м. Полтава, вул. Соборності,20-22                  |
| 28    | Декоративні пропілеї (входи у двори)                                                                                                   | Місцевого значення                                         | поч. 1850р               | Полтава                   |  | м. Полтава, вул. Соборності,22-24                  |
| 29    | Декоративні пропілеї (входи у двори)                                                                                                   | Місцевого значення                                         | поч. 1850р               | Полтава                   |  | м. Полтава, вул. Соборності,19-21                  |
| 30    | Психіатрична колонія. Приймальне відділення (Обласна психіатрична лікарня. Лікувальний корпус)                                         | Місцевого значення                                         | 1886-1903                | Полтава                   |  | м. Полтава, вул. Медична,1                         |
| 31    | Психіатрична колонія. Фізіотерапевтичний корпус (Обласна психіатрична лікарня. Лікувальний корпус)                                     | Місцевого значення                                         | 1886-1903                | Полтава                   |  | м. Полтава, вул. Медична,1                         |
| 32    | Психіатрична колонія. Корпус колонії № 6. (Обласна психіатрична лікарня. Лікувальний корпус)                                           | Місцевого значення                                         | 1886-1903                | Полтава                   |  | м. Полтава, вул. Медична,1                         |
| 33    | Психіатрична колонія. Корпус Колонії № 7. (Обласна психіатрична лікарня. Лікувальний корпус)                                           | Місцевого значення                                         | 1886-1903                | Полтава                   |  | м. Полтава, вул. Медична,1                         |
| 34    | Психіатрична колонія. Корпус колонії № 8 (Обласна психіатрична лікарня. Лікувальний корпус)                                            | Місцевого значення                                         | 1886-1903                | Полтава                   |  | м. Полтава, вул. Медична,1                         |
| 35    | Психіатрична колонія. Пральня. (Приміський особняк)                                                                                    | Місцевого значення                                         | 1903                     | Полтава                   |  | м. Полтава, вул. Медична,1                         |
| 36    | Психіатрична колонія. Корпус колонії № 2. (Обласна психіатрична лікарня. Лікувальний корпус)                                           | Місцевого значення                                         | 1886-1903                | Полтава                   |  | м. Полтава, вул. Медична,1                         |
| 37    | Прибутковий будинок (Південелектромонтаж)                                                                                              | Місцевого значення                                         | кін. 19 ст.              | Полтава                   |  | м. Полтава, вул. Шевченка,62                       |
| 38    | Будинок-музей Панаса Мирного | Місцевого значення                                         | 1860                     | Полтава                   |  | м. Полтава, вул. П Мирного, 56                     |
| 39    | Реміснича управа (Житловий будинок) | Місцевого значення                                         | 1838                     | Полтава                   |  | м. Полтава, вул. Соборності,34                     |
| 40    | Міський особняк поміщика Лук′яновича (Житловий будинок)                                                                                | Місцевого значення                                         | 1906                     | Полтава                   |  | м. Полтава, вул. Гоголя,9                          |
| 41    | Прибутковий будинок Зекеля (Жиловий будинок з магазином)                                                                               | Місцевого значення                                         | 1906                     | Полтава                   |  | м. Полтава, вул. Гоголя,18/14                      |
| 42    | Готель та ресторан „ Магнолія“ (Міськбудпроект)                                                                                        | Місцевого значення                                         | 19 ст. 1808              | Полтава                   |  | м. Полтава, вул. Гоголя,25                         |
| 43    | Їдальня Теплової (Житловий будинок з магазином)                                                                                        | Місцевого значення                                         | 1840                     | Полтава                   |  | м. Полтава, вул. Гоголя,29/14                      |
| 44    | Особняк поміщика Абаза (Війькова поліклініка)                                                                                          | Місцевого значення                                         | 2 пол. 19 ст.            | Полтава                   |  | м. Полтава, Майдан Незалежності,1-б                |
| 45    | Особняк збирача картин Балюбаша (АТ „Полтавакондитер“)                                                                                 | Місцевого значення                                         | 1912                     | Полтава                   |  | м. Полтава, вул. Спаська,11                        |
| 46    | Особняк Нев′янта (ЗАКС) | Місцевого значення                                         | 1910                     | Полтава                   |  | м. Полтава, вул. Соборності, 8                     |
| 47    | Будинок Державного банку (Готель» Театральний")                                                                                        | Місцевого значення                                         | 1897                     | Полтава                   |  | м. Полтава, вул. Соборності,19                     |
| 48    | Акцизне відомство (Житловий будинок з магазином)                                                                                       | Місцевого значення                                         | кін. 19 ст.              | Полтава                   |  | м. Полтава, вул. Соборності,24/15                  |
| 49    | Обласний академічний український музично-драматичний театр імені М. В. Гоголя                                                          | Місцевого значення. Пропонується до національного значення | 1958                     | Полтава                   |  | м. Полтава, вул. Соборності,23                     |
| 50    | Поштамт | Місцевого значення. Пропонується до національного значення | 1957                     | Полтава                   |  | м. Полтава, вул. Соборності,33                     |
| 51    | Архієрейський будинок (Військовий госпіталь)                                                                                           | Місцевого значення                                         | 1847                     | Полтава                   |  | м. Полтава, вул. Козака,2                          |
| 52    | Особняк доктора Гуревича (ДМШ № 1) | Місцевого значення                                         | 1905                     | Полтава                   |  | м. Полтава, вул. Стрітенська,35                    |
| 53    | Міський особняк (Будинок «Дружби») | Місцевого значення                                         | поч. 20 ст.              | Полтава                   |  | м. Полтава, вул. Стрітенська,37-а                  |
| 54    | Лікувальний корпус богодільні (Поліклінічне відділення)                                                                                | Місцевого значення                                         | 1886                     | Полтава                   |  | м. Полтава, вул. Стрітенська,50                    |
| 55    | Лікувальний корпус богодільні (Пульманологічне відділення)                                                                             | Місцевого значення                                         | 1886                     | Полтава                   |  | м. Полтава, вул. Стрітенська,50                    |
| 56    | Лікувальний корпус богодільні (Стоматологічне відділення)                                                                              | Місцевого значення                                         | 1886                     | Полтава                   |  | м. Полтава, вул. Стрітенська,50                    |
| 57    | Торговий будинок (Житловий будинок з магазином)                                                                                        | Місцевого значення                                         | 19ст.                    | Полтава                   |  | м. Полтава, вул. Котляревського,19/10              |
| 58    | Перша чоловіча гімназія (ЗОШ № 3 імені Луначарського)                                                                                  | Місцевого значення                                         | 1808                     | Полтава                   |  | м. Полтава, вул. В'ячеслава Чорновола,4            |
| 59    | Прибутковий будинок (Жиловий будинок з вбудованим магазином)                                                                           | Місцевого значення                                         | кін 19ст.                | Полтава                   |  | м. Полтава, вул. Небесної Сотні,15                 |
| 60    | Просвітницький будинок імені М. В. Гоголя (кінотеатр «Колос»)                                                                          | Місцевого значення                                         | 1901                     | Полтава                   |  | м. Полтава, вул. Гоголя,22                         |
| 61    | Міський особняк (Музей органів внутрішніх справ)                                                                                       | Місцевого значення                                         | 1889                     | Полтава                   |  | м. Полтава, вул. Лідова,6                          |
| 62    | Дворянський пансіон (ПДПУ) | Місцевого значення                                         | 1913                     | Полтава                   |  | м. Полтава, вул. Остроградського,2                 |
| 63    | Особняк підрядника Бахмацького (Житловий будинок в мавританському стилі)                                                               | Місцевого значення                                         | 1906                     | Полтава                   |  | м. Полтава, вул. Пилипа Орлика,15                  |
| 64    | Музичні класи Ф. І. Базилевича (Регіональне відділення Партії Регіонів)                                                                | Місцевого значення                                         | 1896                     | Полтава                   |  | м. Полтава, вул. Пилипа Орлика,44                  |
| 65    | Художня школа (Адміністративний будинок «Полтаваобленерго»)                                                                            | Місцевого значення                                         | 1832-1840                | Полтава                   |  | м. Полтава, просп. Першотравневий,19               |
| 66    | Міський особняк Сатановського (Житловий будинок)                                                                                       | Місцевого значення                                         | 1912                     | Полтава                   |  | м. Полтава, вул. Пушкіна,6-а                       |
| 67    | Будинок товариства «Ромашка» (Управління прав захисту споживачів)                                                                      | Місцевого значення                                         | 1901                     | Полтава                   |  | м. Полтава, вул. Пушкіна,16                        |
| 68    | Музичне училище Ахтерумова (ПДЮТ) | Місцевого значення                                         | 1914                     | Полтава                   |  | м. Полтава, вул. Пушкіна, 30                       |
| 69    | Будинок земельного банку (Аграрний коледж управління права)                                                                            | Місцевого значення                                         | 1901                     | Полтава                   |  | м. Полтава, просп. Першотравневий, 10              |
| 70    | Особняк адвоката Персовича (житловий будинок)                                                                                          | Місцевого значення                                         | 1910                     | Полтава                   |  | м. Полтава, вул. Пушкіна, 40                       |
| 71    | Олександрівське реальне училище (Полтавський електротехнічний коледж)                                                                  | Місцевого значення                                         | 1879                     | Полтава                   |  | м. Полтава, вул. Пушкіна, 83-а                     |
| 72    | Олександрівський приют (ТРК «Лтава»)                                                                                                   | Місцевого значення                                         | 1870                     | Полтава                   |  | м. Полтава, вул. Раїси Кириченко,1-а               |
| 73    | Полтавське духовне училище (Аграрний коледж аграрної академії)                                                                         | Місцевого значення                                         | 1876                     | Полтава                   |  | м. Полтава, вул. Сковороди, 18                     |
| 74    | Міський особняк пастора Кірхи (Дитячий садок)                                                                                          | Місцевого значення                                         | кін 19ст.                | Полтава                   |  | м. Полтава, вул. Європейська, 3                    |
| 75    | Будинок вчителя танців Жемшерова (Житловий будинок)                                                                                    | Місцевого значення                                         | 1814                     | Полтава                   |  | м. Полтава, вул. Європейська, 9                    |
| 76    | Житловий будинок (Професійно-технічне училище                                                                                          | Місцевого значення                                         | 1913                     | Полтава                   |  | м. Полтава, вул. Європейська, 11                   |
| 77    | Житловий будинок Самойловича (Житловий будинок з магазином)                                                                            | Місцевого значення                                         | 1913                     | Полтава                   |  | м. Полтава, вул. Європейська, 12                   |
| 78    | Готель Каен Д′Анвер (Житловий будинок)                                                                                                 | Місцевого значення                                         | 1860                     | Полтава                   |  | м. Полтава, вул. Шевченка, 11                      |
| 79    | Бібліотека і земський музей (Обласний архів)                                                                                           | Місцевого значення                                         | 1901                     | Полтава                   |  | м. Полтава, вул. Пушкіна, 18/24                    |
| 80    | Комерційне училище (Районний суд) | Місцевого значення                                         | кін. 19 ст.              | Полтава                   |  | м. Полтава, вул. Шевченка, 13                      |
| 81    | Житловий будинок з магазином | Місцевого значення                                         | 1900                     | Полтава                   |  | м. Полтава, вул. Шеченка, 37/2                     |
| 82    | Житловий будинок священника (житловий будинок)                                                                                         | Місцевого значення                                         | поч. 20 ст.              | Полтава                   |  | м. Полтава, вул. Соборний майдан,6                 |
| 83    | Будинок церковного приходу (Житловий будинок)                                                                                          | Місцевого значення                                         | кін. 19 ст.              | Полтава                   |  | м. Полтава, вул. Соборний майдан,9/11              |
| 84    | Особняк лікара-окуліста Хаіма Глейзера (Офіс, міськ. ВНО)                                                                              | Місцевого значення                                         | 19 ст.                   | Полтава                   |  | м. Полтава, вул. Соборності,3                      |
| 85    | Міський особняк з «модульонами» | Місцевого значення. Пропонується до національного значення | 1860                     | Полтава                   |  | м. Полтава, вул. Соборності,12                     |
| 86    | Будинок Полтавської міської ради (Облмайно)                                                                                            | Місцевого значення                                         | 1955                     | Полтава                   |  | м. Полтава, вул. Соборності,18                     |
| 87    | Житловий будинок з аптекою Фіна (Житловий будинок, 1пов — магазин, кредитна спілка)                                                    | Місцевого значення                                         | 1840                     | Полтава                   |  | м. Полтава, вул. Соборності,20                     |
| 88    | Особняк торговця Ліща (Житловий будинок з магазином «Полтавчанка»)                                                                     | Місцевого значення                                         | кін 19ст.                | Полтава                   |  | м. Полтава, вул. Соборності,21                     |
| 89    | Готель «Грандъ Отель» купця І. Гінсбурга (Кооперативне училище з магазином та рестораном)                                              | Місцевого значення                                         | 1906                     | Полтава                   |  | м. Полтава, вул. Соборності,29/15                  |
| 90    | Будинок школи садівництва (Міська інфекційна лікарня)                                                                                  | Місцевого значення                                         | 1830                     | Полтава                   |  | м. Полтава, просп. Першотравневий,22               |
| 91    | Прибутковий будинок з магазином (Житловий будинок з магазином)                                                                         | Місцевого значення                                         | 1900-1950                | Полтава                   |  | м. Полтава, вул. Соборності,30                     |
| 92    | Міський особняк (Ветеринарна лабораторія)                                                                                              | Місцевого значення                                         | поч. 20 ст.              | Полтава                   |  | м. Полтава, Воскресенський Узвіз,7                 |
| 93    | Міський особняк (Житловий будинок) | Місцевого значення                                         | поч. 20 ст.              | Полтава                   |  | м. Полтава, вул. Міщенка,2                         |
| 94    | Міський особняк (Житловий будинок) | Місцевого значення                                         | поч. 20 ст.              | Полтава                   |  | м. Полтава, вул. Гагаріна,3                        |
| 95    | Прибутковий будинок (Навчальний корпус аграрного коледжу управління і права)                                                           | Місцевого значення                                         | 1820                     | Полтава                   |  | м. Полтава, вул. Гагаріна,3-а                      |
| 96    | Особняк Дарагана (Житловий будинок) | Місцевого значення                                         | поч. 20 ст.              | Полтава                   |  | м. Полтава, вул. Гоголя,3                          |
| 97    | Синагога (фельдшерська школа) | Місцевого значення                                         | 1850                     | Полтава                   |  | м. Полтава, вул. Гоголя,6                          |
| 98    | Будинок рабина (Житловий будинок) | Місцевого значення                                         | 1881                     | Полтава                   |  | м. Полтава, вул. Гоголя,8                          |
| 99    | Хоральна синагога (Полтавська обласна філармонія)                                                                                      | Місцевого значення                                         | 1856                     | Полтава                   |  | м. Полтава, вул. Гоголя,10                         |
| 100   | Прибутковий будинок торговця Ліща (Житловий будинок з магазином)                                                                       | Місцевого значення                                         | поч. 20 ст.              | Полтава                   |  | м. Полтава, вул. Гоголя,19                         |
| 101   | Будинок Російського банку для зовнішньої торгівлі                                                                                      | Місцевого значення                                         | 1910                     | Полтава                   |  | м. Полтава, вул. Соборності,17                     |
| 102   | Особняк Трофименка (Житловий будинок, «Фотокераміка»)                                                                                  | Місцевого значення                                         | кін. 19 ст.              | Полтава                   |  | м. Полтава, вул. Кричевського,11                   |
| 103   | Особняк генерала Петраша (Навчально-виховний спеціалізований комплекс «Перші кроки» № 26)                                              | Місцевого значення                                         | поч. 20 ст.              | Полтава                   |  | м. Полтава, вул. Стрітенська,20                    |
| 104   | Церковно-приходська школа (Банк) | Місцевого значення                                         | 1850                     | Полтава                   |  | м. Полтава, вул. Стрітенська,23                    |
| 105   | Особняк купця Панасенка (Поліклініка стоматологічна)                                                                                   | Місцевого значення                                         | поч. 20 ст.              | Полтава                   |  | м. Полтава, вул. Стрітенська,43                    |
| 106   | Прибутковий будинок аптекаря Заславського (Гуртожиток політехнічного технікуму)                                                        | Місцевого значення                                         | -                        | Полтава                   |  | м. Полтава, вул. Стрітенська,49                    |
| 107   | Особняк архітектора Веселлі (Житловий будинок)                                                                                         | Місцевого значення                                         | 1906                     | Полтава                   |  | м. Полтава, вул. Котляревського,8                  |
| 108   | Магазин Дохмана (Ощадний банк) | Місцевого значення                                         | кін. 19 ст.              | Полтава                   |  | м. Полтава, вул. Котляревського,22                 |
| 109   | Прибутковий будинок Герша Аронова (Житловий будинок)                                                                                   | Місцевого значення                                         | поч. 20 ст.              | Полтава                   |  | м. Полтава, вул. Котляревського,30                 |
| 110   | Склад губернського земства (Полтавська дитяча художня школа)                                                                           | Місцевого значення                                         | 1913                     | Полтава                   |  | м. Полтава, вул. Конституції,2а корпус Б           |
| 111   | Склад губернського земства (Приміщення ДХШ)                                                                                            | Місцевого значення                                         | поч. 20 ст.              | Полтава                   |  | м. Полтава, вул. Конституції,2а корпус В           |
| 112   | Народний дім імені В. Г. Короленка (ЗОШ № 10)                                                                                          | Місцевого значення                                         | 1922                     | Полтава                   |  | м. Полтава, вул. Пушкіна,20                        |
| 113   | Прибутковий будинок (Житловий будинок з магазином)                                                                                     | Місцевого значення                                         | поч. 20 ст.              | Полтава                   |  | м. Полтава, вул. Конституції,11                    |
| 114   | Прибутковий будинок (Житловий будинок з магазином)                                                                                     | Місцевого значення                                         | поч.20ст.                | Полтава                   |  | м. Полтава, вул. Небесної Сотні, 4                 |
| 115   | Реміснича училище (Адмінбудинок) | Місцевого значення                                         | кін. 19 ст.              | Полтава                   |  | м. Полтава, вул. Небесної Сотні,8/20               |
| 116   | Торговий дім Токарєва (Кооперативний коледж)                                                                                           | Місцевого значення                                         | кін. 19 ст.              | Полтава                   |  | м. Полтава, вул. Небесної Сотні,9/17               |
| 117   | Міський особняк (Укрпошта) | Місцевого значення                                         | кін. 19 ст.              | Полтава                   |  | м. Полтава, вул.1100-річчя Полтави,2               |
| 118   | Готель Воробйова (Житловий будинок з диспечерською тролейбусного управління)                                                           | Місцевого значення                                         | кін. 19 ст.              | Полтава                   |  | м. Полтава, вул.1100-річчя Полтави,4               |
| 119   | Готель Сабіна (Житловий будинок з магазином)                                                                                           | Місцевого значення                                         | 2 пол. 19 ст.            | Полтава                   |  | м. Полтава, вул. Європейська,6                     |
| 120   | Міський особняк (Житловий будинок) | Місцевого значення                                         | кін. 19 ст.              | Полтава                   |  | м. Полтава, вул. Короленка,2                       |
| 121   | Будинок В. Г. Короленка (корпус музею В. Г. Короленка)                                                                                 | Місцевого значення                                         | поч.20ст.                | Полтава                   |  | м. Полтава, вул. Короленка,1 корпус № 1            |
| 122   | Флігель В. Г. Короленка (корпус музею В. Г. Короленка)                                                                                 | Місцевого значення                                         | поч.20ст.                | Полтава                   |  | м. Полтава, вул. Короленка,1 корпус № 2            |
| 123   | Міський особняк (Житловий будинок) | Місцевого значення                                         | 1884                     | Полтава                   |  | м. Полтава, вул. Короленка,30а                     |
| 124   | Капличка на місці селянського табору при святкування 200-річчя Полтавської битви (Хрестовоздвиженська автокефальна православна церква) | Місцевого значення                                         | 1914                     | Полтава                   |  | м. Полтава, вул. Зіньківська,16                    |
| 125   | Прибутковий будинок (житловий будинок з магазином)                                                                                     | Місцевого значення                                         | поч. 20 ст.              | Полтава                   |  | м. Полтава, вул. Пушкіна,1/12                      |
|       | |                                                            |                          |                           |  |                                                    |

## Пам'ятки археології
| № з/п | Найменування пам'ятки                                                                   | Короткий опис події з якою вона пов'язана | Адреса, місцезнаходження пам'ятки                                                      | Дата, епоха до якої належить пам'ятка                               | Матеріал, техніка виконання             | Основні розміри, площа                                | Дата і номер постанови про взяття на облік пам'ятки | Охоронний номер |
| 1     | Ранньоскіфське поселення VII–V ст. до н. е. та слов'янське городище VIII–XIII ст. н. е. |                                           | м. Полтава, Червона площа                                                              |                                                                     |                                         |                                                       |                                                     |                 |
| 2     | Група курганів (12 насипів)                                                             |                                           | с-ще Дальні Яківці, вул. Нагірна, Ленінська районна/р, правий високий берег р. Ворскла | ІІ тис. до н. е., VII–IV ст. до н. е., бронзова доба, скіфський час | Ґрунтові насипи, насипання, валькування | Висота — 0,3-2,2 м, діаметр — 12-30 м, площа — 0,7 га | —                                                   | —               |
|       |                                                                                         |                                           |                                                                                        |                                                                     |                                         |                                                       |                                                     |                 |

## Пам'ятки історії

### Національного значення
| № | Назва                                              | Роки                                | Охоронний номер         |          |
| - | -------------------------------------------------- | ----------------------------------- | ----------------------- | -------- |
| 1 | Садиба письменника І. П. Котляревського            | друга половина XVII століття        | Соборний площа, 3       | 160002-Н |
| 2 | Садиба письменника Панаса Мирного (П. Я. Рудченка) | кінець XIX — початок XX століття    | вул. Панаса Мирного, 56 | 160004-Н |
| 3 | Садиба письменника В. Г. Короленка                 | 1903 рік                            | вул. Короленка, 1       | 160005-Н |
| 4 | Садиба декабристів Муравйових-Апостолів            | кінець XVIII — початок XIX століття | с. Хомутець             | 160028-Н |
|   |                                                    |                                     |                         |          |

### Місцевого значення
| №   | Назва | Адреса                                                           | Роки події                                                              | Роки встановлення                        | Автори                                                         | Матеріали                                                                                            | Розміри                                                 | Рішення                                                                                  |  |
| --- | --- | ---------------------------------------------------------------- | ----------------------------------------------------------------------- | ---------------------------------------- | -------------------------------------------------------------- | --- | ------------------------------------------------------- | ---------------------------------------------------------------------------------------- |  |
| 1.  | Меморіальний комплекс — садиба класика української літератури І. П. Котляревського: | Соборна площа, 3                                                 | 1769-1838                                                               | 1969                                     | арх. М. Тертичний, А. Малиновська                              | | пл. садиби 0,12 га                                      | Рішення Полтавського облвиконкому, 1968 р.                                               |  |
| —   | |                                                                  |                                                                         |                                          |                                                                | одноповерхова дерев'яна                                                                              | пл. 128,3 м2                                            |                                                                                          |  |
| —   | комора |                                                                  |                                                                         |                                          |                                                                | дерев'яна рублена                                                                                    | пл. 17,2 м2                                             |                                                                                          |  |
| —   | повітка |                                                                  |                                                                         |                                          |                                                                | дерев'яна                                                                                            | пл. 47,0 м2                                             |                                                                                          |  |
| —   | криниця |                                                                  |                                                                         |                                          |                                                                | дерев'яна рублена                                                                                    | глибина 12 м                                            |                                                                                          |  |
| —   | пам'ятний знак на честь І. П. Котляревського біля садиби письменника з написом: «З цієї садиби на весь світ пролунав голос першого класика нової української літератури І. П. Котляревського 1769–1838» | Соборна площа, 3                                                 |                                                                         | 1968                                     | арх. Лев Вайнгорт                                              | граніт                                                                                               | вис. 1,5 м                                              | Рішення Полтавського міськвиконкому, 1967 р.                                             |  |
| 2.  | Пам'ятний знак на честь 800‑річчя заснування міста | Соборна площа                                                    |                                                                         |                                          |                                                                | |                                                         |                                                                                          |  |
| 3.  | Могила І. П. Котляревського | вул. Європейська, парк ім. І. П. Котляревського                  | 1838                                                                    | 1898                                     | ск. Леонід Позен, худ. В.Волков                                | обеліск — граніт, барельєф — бронза                                                                  | вис. 4,5 м                                              | —                                                                                        |  |
| 4.  | Будинок, де у 1827–1835 рр. працював І. П. Котляревський на посаді попечителя благодійно-лікувальних закладів | вул. Шевченка, 23                                                | 1827-1835, 1883, 1941, 1943, 1944                                       | 1963, 1983 — мем. дошки — мармур, граніт | арх. М.Амвросимов                                              | двопо-верховий цегляний                                                                              | пл. 3060 м2, 0,65×0,7 м, 0,54×0,73 м, 0,4×0,62 м        | —                                                                                        |  |
| 5.  | Меморіальна дошка на честь перебувння у місті 1845 р. Т. Г. Шевченка | вул. В'ячеслава Чорновола, 4                                     | 1845                                                                    | 1961                                     | Полтавські художні майстерні                                   | білий мармур                                                                                         | 0,8 х 0,6 м                                             | Рішення Полтавського міськвиконкому, 1961 р.                                             |  |
| 6.  | Дуб, посаджений 6 травня 1861 р. у пам'ять Т. Г. Шевченка, коли прах поета було привезено до Києва | вул. Графа фон Гарнієра, 7                                       | 06.05.1861                                                              | —                                        | —                                                              | — | —                                                       | —                                                                                        |  |
| 7.  | Могила М. В. Скліфосовського, російського хірурга, вченого, громадського діяча | с-ще Яківці, вул. Виборгська                                     | 13.12.1904                                                              | 1975 рест.                               | Полтавські художні майстерні                                   | плита — лабрадорит                                                                                   | 1,3 х 0,6 м                                             | —                                                                                        |  |
| 8.  | Садиба-музей Панаса Мирного | вул. Панаса Мирного, 56                                          | 1903-1920                                                               | 1949 — мем. дошка                        | —                                                              | будинок одноповерховий дерев'яний                                                                    | пл. — 272 м2, будинку — 170 м2                          | —                                                                                        |  |
| 9.  | Могила Панаса Мирного | вул. Патріарха Мстислава, парк Зелений Гай                       | 28.01.1920, перезах. 1937                                               | 1949                                     | ск. В.Хома, арх. Д. Гольдінов                                  | обеліск — граніт, барельєф                                                                           | вис. 2,5 м                                              | Рішення Полтавського міськвиконкому, 1949 р.                                             |  |
| 10. | Будинок, де жив і працював російський художник-передвижник Г. Г. Мясоєдов | вул. Мясоєдова, 27/29                                            | 1889-1911                                                               | 1974 — мем. дошка                        | рест. 1972, арх. П. Гумич                                      | одноповерховий цегляний                                                                              | пл. 170 м2                                              | —                                                                                        |  |
| 11. | Могила Г. Г. Мясоєдова | вул. Мясоєдова, 27/29                                            | 30.12.1911                                                              | 1912                                     |                                                                | обеліск — граніт                                                                                     | вис. 2,5 м                                              | —                                                                                        |  |
| 12. | Садиба-музей російського письменника В. Г. Короленка | вул. Короленка, 1                                                | 1903 — 1921                                                             | 1953 — мем. дошка                        | —                                                              | одноповерховий цегляний                                                                              | пл. садиби — 0,75 га, будинку — 237 м2 флігеля — 221 м2 | —                                                                                        |  |
| 13. | Могила В. Г. Короленка | парк «Перемога»                                                  | 25.12.1921, перезах. 1936                                               | 1974                                     | ск. Н.Крандієвська, арх. П.Пасічний, Лев Вайнгорт              | брила — граніт, барельєф — бронза                                                                    | вис. 2,0 м                                              | —                                                                                        |  |
| 14. | Приміщення, в якому була явка агентів ленінської газети «Іскра» | вул. Пушкіна, 18/24                                              | 1902                                                                    | 2003 — мем. дошка — граніт               | —                                                              | двоповерховий, цегляний,                                                                             | пл. 1068 м2, 0,75×0,5 м                                 | Постанова обкому партії та облвиконкому № 66 від 01.06.1972 р.                           |  |
| 15. | Будинок, в якому зупинялась Н. К. Крупська влітку 1896 р. | вул. Пилипа Орлика, 10                                           | літо 1896                                                               | 1970 — мем. дошка                        | —                                                              | двоповерховий, цегляний                                                                              | пл. 320 м2                                              | 1970 р. Заходи обкому партії і облвиконкому до 100-річчя від дня народження В. І. Леніна |  |
| 16. | Будинок, в якому 28 жовтня 1917 р. проголошено встановлення радянської влади на Полтавщині | вул. Пушкіна, 30                                                 | 28.10.1917                                                              | 05.11.1967                               | —                                                              | триповерховий, цегляний                                                                              | пл. 3240 м2                                             | 1967 р. Заходи обкому партії і облвиконкому до 50-річчя Великого Жовтня                  |  |
| 17. | Будинок, в якому у листопаді 1917 р. проводилися наради про необхідність скликання з'їзду більшовицьких організацій України | вул. Соборності, 37                                              | 1917                                                                    | 1958 — мем. дошка                        | арх. А.Захаров, В.Пасічний                                     | двоповерховий цегляний                                                                               | пл. 4160 м2                                             | Постанова ЦК Компартії України і Ради Міністрів УРСР № 863 від 07.07.1958                |  |
| 18. | Будинок, в якому 1917–1918 рр. містився штаб по організації червоногвардійських загонів міста | вул. 1110-річчя Полтави, 9                                       | 1917 — 1918                                                             | 1957 — мем. дошка                        | —                                                              | двоповерховий цегляний                                                                               | пл. 980 м2                                              | 1957 р. Заходи обкому партії і облвиконкому до 40-річчя Великого Жовтня                  |  |
| 19. | Будинок, у якому 13 травня 1919 року К. Є. Ворошилов проводив нараду по боротьбі з формуваннями Григор'єва | пл. Слави, 1, Південна залізнична станція                        | 13.05.1919                                                              | 1948 — мем. дошка                        | інженер Є.Лимар                                                | двоповерховий цегляний                                                                               | пл. 1520 м2                                             | —                                                                                        |  |
| 20. | Будинок, у якому 9-15 травня 1919 р. відбувся перший губернський з'їзд комсомолу Полтавщини | Першотравневий проспект, 10                                      | 9-15 травня 1919                                                        | 1967 — мем. дошка                        | арх. А.Ширшов                                                  | двоповерховий цегляний                                                                               | пл. 38,80 м2                                            | 1967 р. Заходи обкому партії і облвиконкому до 50-річчя Великого Жовтня                  |  |
| 21. | Будинок, в якому народився і провів дитячі роки видатний державний і громадський діяч А. В. Луначарський | Першотравневий пров., 9/1                                        | 23.11.1875                                                              | 1967 — мем. дошка                        | —                                                              | двоповерховий цегляний                                                                               | пл. 240,8 м2                                            | 1967 р. Заходи обкому партії і облвиконкому до 50-річчя Великого Жовтня.                 |  |
| 22. | Могила учасника штурму Зимового палацу і громадянської війни І. О. Абрамова | вул. Європейська, 154, кладовище                                 | 1891-1974                                                               | 1975                                     | Місцеві майстри                                                | обеліск — сірий граніт                                                                               | вис. 1,8 м                                              | —                                                                                        |  |
| 23. | Братська могила учасників встановлення радянської влади | Петровський парк                                                 | 20.01.191903.04.1919                                                    | 1945                                     | —                                                              | плита — граніт                                                                                       | 1,7 х 1,0 м                                             | —                                                                                        |  |
| 24. | Стела на честь військових частин і з'єднань, які звільняли місто від німецько-фашистських окупантів у вересні 1943 р. | Петровський парк                                                 |                                                                         |                                          |                                                                | |                                                         |                                                                                          |  |
| 25. | Могила П. Ф. Вороніна — учасника встановлення радянської влади у Полтаві | вул. Тунельна                                                    | осінь 1919, 1941–1945                                                   | 1968                                     | Місцеві майстри                                                | плита-граніт, стела — залізобет.                                                                     | 1,7 х 1,2 м, вис. 2,7 м                                 | 1967 р. Заходи обкому партії і облвиконкому до 50-річчя Великого Жовтня                  |  |
| 26. | Могила Г. П. Кондратенка -організатора партизанського руху на Полтавщині у 1918–1919 рр. | Монастирське кладовище                                           | 1918 — 1919                                                             | 1968                                     | Тепловозоремонтний завод                                       | обеліск-залізобетон                                                                                  | вис. 2,0 м                                              | 1967 р. Заходи обкому партії і облвиконкому до 50-річчя Великого Жовтня                  |  |
| 27. | Могила М. І. Баринова — учасника встановлення радянської влади, командира 105-го батальйону ВЧК, розстріляного бандою Махно 1921 р. | с-ще Червоний Шлях, біля Хрестовоздвиженського монастиря         | 1921                                                                    | 1989                                     | Місцеві майстри                                                | обеліск-граніт                                                                                       | вис. 1,5 м                                              | —                                                                                        |  |
| 28. | Меморіальна дошка у пам'ять героїв-залізничників Полтавських майстерень, які загинули в боротьбі з ворогами революції у квітні 1918 р. на станції Якимівка біля Мелітополя | Тепловозоремонтний завод, прохідна № 1                           |                                                                         |                                          |                                                                | |                                                         |                                                                                          |  |
| 29. | Будинок, де знаходилося Віленське військове училище, у якому 1916 р. навчався герой громадянської війни М. О. Щорс | вул. Сковороди, 1/3                                              | 1865 — 1866, 1870–1874, 1895–1901, 1906–1911, 1890 — ?, 1916, 1817–1821 | 1877                                     |                                                                | триповерховий, цегляний                                                                              | пл. 2500 м2                                             | —                                                                                        |  |
| 30. | Будинок, у якому з 1920 по 1922 р. навчався Герой Радянського Союзу генерал армії М. Ф. Ватутін | вул. Соборності, 42                                              |                                                                         | поч. 1836, заверш. 1841                  | арх. В.Стасов, під кер. арх.-худ. М.Бонч-Бруєвича              | триповерховий, цегляний                                                                              | довж. фасаду — 132 м                                    | —                                                                                        |  |
| 31. | Меморіальна дошка в пам'ять виступу 29 жовтня 1920 року на мітингу робітників залізничних майстерень голови ВУЦВК Г. І. Петровського | вул. Гайового, 30                                                |                                                                         |                                          |                                                                | |                                                         | —                                                                                        |  |
| —   | меморіальна дошка в пам'ять робітника тепловозоремонтного заводу комсомольця Г. М. Прокопенка, який загинув у бою під Москвою у листопаді 1941 року | вул. Гайового, 30, складальний цех                               |                                                                         | 1980                                     | Тепловозоремонтний завод                                       | мармур                                                                                               | 0,5 х 0,7 м                                             |                                                                                          |  |
| 32. | Будинок педінституту, де у 1914–1917 рр. в учительському інституті навчався видатний радянський педагог, письменник А. С. Макаренко, у 1922–1933 рр. працював відомий український композитор, педагог і етнограф В. М. Верховинець | вул. Остроградського, 2                                          |                                                                         | на рубежі ХІХ-ХХ ст.                     |                                                                | двоповерхове цегляне                                                                                 | пл. 5540 м2                                             | —                                                                                        |  |
| 33. | Меморіальна дошка на будинку кінотеатру «Колос» — приміщення колишнього театру, у якому в 1903 р. у торжествах з нагоди відкриття пам'ятника І. П. Котляревському брали участь: Леся Українка, М. М. Коцюбинський, М. П. Старицький, Панас Мирний, В. С. Стефаник, В. І. Самійленко, Олена Пчілка. У різні роки тут виступали: А. В. Луначарський, В. В. Маяковський, В. Г. Короленко, І. К. Карпенко-Карий, М. В. Кропивницький, М. К. Заньковецька, П. К. Саксаганський, М. В. Лисенко | вул. Гоголя, 22                                                  | 1903                                                                    | 1974                                     | арх. П.Трамбицький, В.Пасічний, В.Мороз                        | будинок двоповерховий цегляний                                                                       | пл. 1570 м2, 0,9×0,7 м                                  | —                                                                                        |  |
| 34. | Будинок, у якому жив і працював Г. П. Гладкий, український композитор, хоровий диригент, автор музики на слова «Заповіту» Т. Г. Шевченка | вул. Небесної Сотні, 20/8                                        | 1849-1894                                                               | 1971 — мем. дошка                        | Полтавські художні майстерні                                   | двоповерховий цегляний                                                                               | пл. 640 м2                                              | —                                                                                        |  |
| 35. | Меморіальна дошка у пам'ять талановитого радянського диригента, композитора і педагога Ф. М. Попадича, який працював у музичному училищі у 1925–1934 рр. | вул. Соборності, 11                                              | 1864-1938, 1877–1943, 1892–1957                                         | 1993, 1977, 1992                         |                                                                | граніт                                                                                               | 0,4 х 1,3 м, 0,2×1,7 м, 0,4×1,3 м                       |                                                                                          |  |
| 36. | Меморіальна дошка на честь нагородження у 1974 р. міста ордером Трудового Червоного Прапора за успіхи, досягнуті трудящими у господарському і культурному будівництві та у зв'язку з 800-річчям заснування міста | вул. Соборності, 36                                              |                                                                         |                                          |                                                                | |                                                         |                                                                                          |  |
| 37. | Меморіальна дошка у пам'ять вибрання у березні 1920 р. В. І. Леніна почесним головою Полтавської міської Ради робітничих і червоногвардійських депутатів | вул. Соборності, 36                                              |                                                                         |                                          |                                                                | |                                                         |                                                                                          |  |
| 38. | Меморіальна дошка на честь нагородження тресту «Полтаванафтогазрозвідка» 21 жовтня 1967 р. Пам'ятним Прапором ЦК КПРС, Президії Верховної Ради СРСР, Ради Міністрів СРСР та ВЦРПС за перемогу у соціалістичному змаганні і на ознаменування 50-річчя Великого Жовтня | вул. Соборності, 38                                              |                                                                         |                                          |                                                                | |                                                         |                                                                                          |  |
| 39. | Меморіальна дошка на честь нагородження Полтавської області у 1967 р. орденом Леніна за успіхи у господарському і культурному будівництві | вул. Соборності, 45                                              |                                                                         |                                          |                                                                | |                                                         |                                                                                          |  |
| 40. | Меморіальна дошка на будинку колишньої індустріально-технічної школи, де у 1922–1924 рр. навчався Ю. О. Побєдоносцев, один із піонерів радянської ракетно-космічної техніки | вул. Пушкіна, 83А                                                | 1872, 1922–1924, 1941                                                   | 1981, 1991 — мем. дошки                  | авт. дошки — М. О. Мордик                                      | триповерхове цегляне, дошка відлита із мідного сплаву методом гальванопластики, друга — білий мармур | пл. 6564 м2, 1,4×0,6 м, 0,5×0,3 м                       |                                                                                          |  |
| 41. | Будинок сільськогосподарської дослідної станції, де у 1910 р. працював видатний вчений-біолог, перший лауреат премії імені В. І. Леніна, перший президент Всесоюзної сільськогосподарської академії імені В. І. Леніна академік М. І. Вавілов | вул. Шведська, 86                                                |                                                                         | кін. XIX ст.                             | —                                                              | триповерховий цегляний                                                                               | пл. 1242 м2                                             |                                                                                          |  |
| 42. | Будинок, у якому працював професор Олександр Пилипович Бондаренко, організатор і перший директор Полтавського науково-дослідного інституту свинарства | Шведська могила                                                  |                                                                         |                                          |                                                                | |                                                         |                                                                                          |  |
| 43. | Меморіальний комплекс Солдатської Слави — братська могила 3,5 тис. жертв фашизму | вул. Європейська, парк ім. І. П. Котляревського                  | 1941-1943                                                               | 12.10.1969                               | ск. Едвард Кунцевич, арх. І. Мезенцев, Г. Кислий, Лев Вайнгорт | граніт                                                                                               | обеліск — 22 м, ск. — 6,0 м                             | Постанова ЦК Компартії України і Ради Міністрів УРСР від 29.02.1968 р.                   |  |
| —   | могила першого секретаря Полтавського підпільного обкому КП(б)У С. Ф. Кондратенка |                                                                  |                                                                         |                                          |                                                                | граніт                                                                                               | 1,2 х 0,8 м                                             |                                                                                          |  |
| —   | могила секретаря Полтавського підпільного обкому КП(б)У Г. Ф. Яценка |                                                                  |                                                                         |                                          |                                                                | граніт                                                                                               | 1,2 х 0,8 м                                             |                                                                                          |  |
| —   | могила командуючого армією генерал-лейтенанта О. І. Зигіна |                                                                  |                                                                         |                                          |                                                                | граніт                                                                                               | 1,2 х 0,8 м                                             |                                                                                          |  |
| —   | могила командира дивізії, Героя Радянського Союзу гвардії полковника М. П. Кучеренка і його ад'ютанта, рідного сина, старшого лейтенанта М. М. Кучеренка |                                                                  |                                                                         |                                          |                                                                | граніт                                                                                               | 1,2 х 0,8 м                                             |                                                                                          |  |
| —   | могила заступника командуючого артилерією фронту по політичній частині полковника В. Ф. Балакіна |                                                                  |                                                                         |                                          |                                                                | граніт                                                                                               | 1,2 х 0,8 м                                             |                                                                                          |  |
| —   | могила гвардії полковника А. І. Холодного |                                                                  |                                                                         |                                          |                                                                | граніт                                                                                               | 1,2 х 0,8 м                                             |                                                                                          |  |
| —   | могила гвардії полковника А. М. Ляхова |                                                                  |                                                                         |                                          |                                                                | граніт                                                                                               | 1,2 х 0,8 м                                             |                                                                                          |  |
| —   | могила гвардії полковника П. Ф. Фурсова |                                                                  |                                                                         |                                          |                                                                | граніт                                                                                               | 1,2 х 0,8 м                                             |                                                                                          |  |
| —   | Могила військових кореспондентів газети «Правда» майора П. О. Лідова, ст. лейтенанта С. М. Струннікова, газети «Известия» капітана О. О. Кузнєцова |                                                                  |                                                                         |                                          |                                                                | граніт                                                                                               | 1,2 х 0,8 м                                             |                                                                                          |  |
| —   | могила гвардії полковника П. В. Гаєва |                                                                  |                                                                         |                                          |                                                                | граніт                                                                                               | 1,2 х 0,8 м                                             |                                                                                          |  |
| —   | могила гвардії полковника П. Я. Барбіна |                                                                  |                                                                         |                                          |                                                                | граніт                                                                                               | 1,2 х 0,8 м                                             |                                                                                          |  |
| —   | могила гвардії полковника Д. І. Паніхіна |                                                                  |                                                                         |                                          |                                                                | граніт                                                                                               | 1,2 х 0,8 м                                             |                                                                                          |  |
| —   | могила начальника відділу кадрів артилерії фронту підполковника В. Є. Дроздова |                                                                  |                                                                         |                                          |                                                                | граніт                                                                                               | 1,2 х 0,8 м                                             |                                                                                          |  |
| —   | могила гвардії підполковника професора С. І. Каплуна |                                                                  |                                                                         |                                          |                                                                | граніт                                                                                               | 1,2 х 0,8 м                                             |                                                                                          |  |
| —   | могила гвардії підполковника М. З. Войтка |                                                                  |                                                                         |                                          |                                                                | граніт                                                                                               | 1,2 х 0,8 м                                             |                                                                                          |  |
| —   | могила командира артилерійського полку підполковника С. Ш. Потаповського |                                                                  |                                                                         |                                          |                                                                | граніт                                                                                               | 1,2 х 0,8 м                                             |                                                                                          |  |
| —   | могила гвардії майора М. М. Смирнова |                                                                  |                                                                         |                                          |                                                                | граніт                                                                                               | 1,2 х 0,8 м                                             |                                                                                          |  |
| —   | могила майора В. В. Слободського |                                                                  |                                                                         |                                          |                                                                | граніт                                                                                               | 1,2 х 0,8 м                                             |                                                                                          |  |
| —   | могила гвардії капітана Г. І. Бородуліна |                                                                  |                                                                         |                                          |                                                                | граніт                                                                                               | 1,2 х 0,8 м                                             |                                                                                          |  |
| —   | могила командира партизанського загону Ф. Є. Поліщука |                                                                  |                                                                         |                                          |                                                                | граніт                                                                                               | 1,2 х 0,8 м                                             |                                                                                          |  |
| —   | Могила 13 партизанів, які загинулив боях за Батьківщину |                                                                  |                                                                         |                                          |                                                                | граніт                                                                                               | 1,2 х 0,8 м                                             |                                                                                          |  |
| —   | Могила 18-ти партизан по-звірячому закатованих німецькими варварами |                                                                  |                                                                         |                                          |                                                                | граніт                                                                                               | 1,2 х 0,8 м                                             |                                                                                          |  |
| —   | могила сержанта Г. Я. Осадчука |                                                                  |                                                                         |                                          |                                                                | граніт                                                                                               | 1,2 х 0,8 м                                             |                                                                                          |  |
| —   | могила рядового Я. О. Судакова |                                                                  |                                                                         |                                          |                                                                | граніт                                                                                               | 1,2 х 0,8 м                                             |                                                                                          |  |
| —   | могила майора О. І. Покровського |                                                                  |                                                                         |                                          |                                                                | граніт                                                                                               | 1,2 х 0,8 м                                             |                                                                                          |  |
| —   | братські могили (17) радянських воїнів |                                                                  |                                                                         |                                          |                                                                | граніт                                                                                               | 2,0 х 1,5 м                                             |                                                                                          |  |
| 44. | Будинок, у якому в 1941 р. формувалися загони добровольців міста на боротьбу з німецько-фашистськими загарбниками | вул. Шевченка, 80/28                                             | червень-вересень 1941                                                   | 1968 — мем. дошка                        | —                                                              | цегляний двоповер-ховий                                                                              | пл. 912 м2                                              | 1967 р. Заходи обкому партії і облвиконкому до 50-річчя Великого Жовтня.                 |  |
| 45. | Братська могила жертв фашизму — радянських громадян, замучених в роки окупації міста німецько-фашистськими загарбниками | вул. Раїси Кириченко, парк                                       | 1941-1943                                                               | 1970                                     | ск. А.Чернецький, арх. І.Фомін, П.Гуміч, Лев Вайнгорт          | гранітна стела з барельєфом                                                                          | вис. 3,75                                               | —                                                                                        |  |
| 46. | Братська могила радянських воїнів | с-ще Вороніна, кладовище                                         | 1943                                                                    | 1960                                     | Місцеві майстри                                                | обеліск — метал                                                                                      | вис 1,3 м                                               | —                                                                                        |  |
| 47. | Братська могила радянських воїнів | Тернівське кладовище                                             | 1943                                                                    | 1955                                     | Місцеві майстри                                                | обеліск — залізобетон                                                                                | вис. 3,0 м                                              | —                                                                                        |  |
| 48. | Могила Героя Радянського Союзу М. І. Мохова | вул. Європейська, 154, міське кладовище                          | 1922-1982                                                               | 1984                                     | Місцеві майстри                                                | обеліск — граніт                                                                                     | вис. 2,0 м                                              | —                                                                                        |  |
| 49. | Могила Героя Радянського Союзу Г. Я. Тікунова | вул. Європейська, 154, міське кладовище                          | 1917-1972                                                               | 1972                                     | Місцеві майстри                                                | обеліск — граніт                                                                                     | вис. 1,8 м                                              | —                                                                                        |  |
| 50. | Могила Героя Радянського Союзу І. К. Лети | вул. Європейська, 154, міське кладовище                          | 1907-1970                                                               | 1970                                     | Місцеві майстри                                                | обеліск — граніт                                                                                     | вис. 2,0 м                                              | —                                                                                        |  |
| 51. | Могила Героя Радянського Союзу В. О. Бондаренка | вул. Європейська, 154, міське кладовище                          | 1923-1973                                                               | 1973                                     | Місцеві майстри                                                | обеліск — граніт                                                                                     | вис. 2,0 м                                              | —                                                                                        |  |
| 52. | Могила Героя Соціалістичної праці Д. Ф. Шевченка | вул. Європейська, 154, міське кладовище                          | 1899-1974                                                               | 1975, заміна — 1990                      | Місцеві майстри                                                | обеліск — граніт                                                                                     | вис. 1,7 м                                              |                                                                                          |  |
| 53. | Могила Героя Соціалістичної праці Т. В. Гайового, колишнього начальника Полтавського тепловозоремонтного заводу | вул. Європейська, 154, міське кладовище                          | 1909-1979                                                               | 1980                                     | Місцеві майстри                                                | обеліск — граніт                                                                                     | вис. 2,0 м                                              |                                                                                          |  |
| 54. | Могила Героя Соціалістичної праці І. А. Бурцева | вул. Європейська, 154, міське кладовище                          |                                                                         |                                          |                                                                | |                                                         |                                                                                          |  |
| 55. | Могила Героя Радянського Союзу В. К. Анісімова | Куликівське кладовище                                            | 1912-1976                                                               | 1985                                     | Місцеві майстри                                                | обеліск — граніт                                                                                     | вис. 1,5 м                                              | —                                                                                        |  |
| 56. | Могила радянського льотчика І. В. Гараха | Затуринське кладовище                                            | 1910-1943                                                               | 1985                                     | Місцеві майстри                                                | обеліск — граніт                                                                                     | вис. 2,0 м                                              | —                                                                                        |  |
| 57. | Могила майора Ф. П. Кашеварова | Монастир-ське кладовище                                          | 1943                                                                    | 1983                                     | Місцеві майстри                                                | обеліск — граніт                                                                                     | вис. 1,3 м                                              | —                                                                                        |  |
| 58. | Могила невідомого радянського воїна | с-ще Лісок, вул. Федора Вовка                                    | 1943, 1941–1945                                                         | 1967                                     | арх. А.Шумілін, Г.Негай                                        | стела — залізобет.                                                                                   | вис. 2,9                                                | —                                                                                        |  |
| 59. | Могила невідомого радянського воїна | с-ще Дублянщина, вул. Низова                                     | 1941                                                                    | 1960                                     | Місцеві майстри                                                | обеліск — залізобетон                                                                                | вис. 2,0 м                                              | —                                                                                        |  |
|     | |                                                                  |                                                                         |                                          |                                                                | |                                                         |                                                                                          |  |
| 60. | Будинок школи, де з 1927 по 1937 рік навчалася Герой Радянського Союзу О. К. Убийвовк | вул. Пушкіна, 20                                                 |                                                                         | 1922-1923                                | арх. Аркадій Лангман                                           | двоповер-ховий цегляний                                                                              | пл. 5400 м2                                             | —                                                                                        |  |
| 61. | Будинок, у якому жив учасник підпільної комсомольсько-молодіжної організації Полтави С.Сапіго | вул. Пушкіна, 50                                                 | 1935-1942                                                               | 1970 — мем. дошка                        | —                                                              | одноповер-ховий цегляний                                                                             | пл. 72 м2                                               | Рішення Полтавського міськвиконкому № 83 від 19.06.1970 р.                               |  |
| 62. | Дуб, посаджений в пам'ять Героя Радянського Союзу О. К. Убийвовк | вул. Європейська, 25, біля медичного стоматоло-гічного інституту | 1941-1942                                                               | 1952                                     | —                                                              | — | —                                                       | —                                                                                        |  |
| 63. | Пам'ятний знак полеглим воїнам — робітникам локомотивного депо | Локомативне депо                                                 | 1941-1945                                                               | 1970                                     | Місцеві майстри                                                | стела — мармурова крихта                                                                             | вис. 3,0 м                                              | —                                                                                        |  |
| 64. | Пам'ятний знак полеглим воїнам — робітникам електростанції | вул. Анатолія Кукоби, 31                                         | 1941-1945                                                               | 1965                                     | Місцеві майстри                                                | обеліск — граніт                                                                                     | вис. 3,0 м                                              | —                                                                                        |  |
| 65. | Пам'ятний знак полеглим воїнам — робітникам турбомеханічного заводу | Павленківська пл.                                                | 1941-1945                                                               | 1967                                     | арх. Левін                                                     | залізобет.                                                                                           | вис. ск. — 3,5 м, пост. — 4,2 м                         | —                                                                                        |  |
| 66. | Пам'ятний знак полеглим воїнам — робітникам м'ясокомбінату | вул. Харчовиків, 37                                              | 1941-1945                                                               | 1967                                     | Полтавські художні майстерні                                   | стела — гранітна крихта                                                                              | вис. 4,0                                                | —                                                                                        |  |
| 67. | Пам'ятний знак полеглим воїнам — студентам, викладачам і працівникам інженерно-будівельного інституту | Першотравневий просп, 24                                         | 1941-1945                                                               | 1975                                     | ск. А.Чернецький, арх. В.Трегубов                              | стела — граніт з горельєфом воїнів                                                                   | вис. 3,1                                                | —                                                                                        |  |
| 68. | Пам'ятний знак полеглим воїнам — студентам і працівникам сільськогосподарського інституту | вул. Сковороди 1/3                                               | 1941-1945                                                               | 1970                                     |                                                                | стела — граніт                                                                                       | вис. 5,0                                                | —                                                                                        |  |
| 69. | Пам'ятний знак полеглим воїнам — студентам і працівникам медичного стоматологічного інституту | вул. Шевченка, 25                                                | 1941-1945                                                               | 1977                                     | авт. В.Соколов, В.Губар                                        | залізобет.                                                                                           | вис. ск. — 2,0 м, пост. — 0,7 м                         | —                                                                                        |  |
| 70. | Меморіальна дошка в пам'ять полеглих воїнів — учнів залізничного училища | вул. Гайового, 3                                                 | 1941-1945                                                               | 1975                                     | Полтавські художні майстерні                                   | граніт                                                                                               | 0,7 х 0,9 м                                             | —                                                                                        |  |
| 71. | Пам'ятний знак полеглим воїнам-землякам | с-ще Яківці                                                      | 1941-1945                                                               | 1973                                     | ск. В.Комісаренко                                              | залізобет.                                                                                           | вис. ск. — 2,1 м, обеліск — 7 м                         | —                                                                                        |  |
| 72. | Пам'ятний знак полеглим воїнам-землякам | с-ще Рогізне                                                     | 1941-1945                                                               | 1967                                     | Місцеві майстри                                                | обеліск — залізобет.                                                                                 | вис. 2,5 м                                              | —                                                                                        |  |
| 73. | Пам'ятний знак полеглим воїнам-землякам | вул. Сакко, 14                                                   | 1941-1945                                                               | 1968                                     | Місцеві майстри                                                | стела — граніт                                                                                       | вис. 2,0                                                | —                                                                                        |  |
| 74. | Пам'ятний знак полеглим воїнам-землякам | вул. Сакко, 173                                                  | 1941-1945                                                               | 1967                                     | Місцеві майстри                                                | стела — залізобет.                                                                                   | вис. 2,7 м                                              | —                                                                                        |  |
| 75. | Пам'ятний знак полеглим воїнам-землякам | вул. Степана Разіна                                              | 1941-1945                                                               | 1979                                     | Місцеві майстри                                                | стела — залізобет.                                                                                   | вис. 3,7 м                                              | Постанова Полтавського обкому партії і облвиконкому № 127 від 02.12.1976 р.              |  |
| 76. | Пам'ятний знак полеглим воїнам-землякам | с-ще Червоний Шлях, вул. Лисенка                                 | 1941-1945                                                               | 1975                                     | Місцеві майстри                                                | стела — залізобет.                                                                                   | вис. 2,8 м                                              | —                                                                                        |  |
| 77. | Пам'ятний знак полеглим радянським воїнам | Першотравневий просп., 26, школа-інтернат № 2                    | 1941-1945                                                               | 1969                                     | ск. П. П. Вітрик                                               | залізобет.                                                                                           | вис. ск. — 2,1 м, пост. — 0,9 м                         | —                                                                                        |  |
| 78. | Будинок, у якому жив Герой Радянського Союзу В. А. Мироненко | вул. Мироненка, 7                                                | 1919-1943                                                               | 1958 — мем. дошка                        | Місцеві майстри                                                | однопо-верховий цегляний                                                                             | пл. 72 м2                                               | —                                                                                        |  |
| 79. | Будинок технікуму, у якому навчався Герой Радянського Союзу В. М. Ніколаєнко | пл. Слави, 1                                                     | 1935-1939                                                               | 1965 — мем. дошка                        | арх. В.Ярнікова, А.Лобода                                      | двоповерхо-вий цегляний                                                                              | пл. 7396 м2                                             | —                                                                                        |  |
| 80. | Будинок СШ № 8, в якій навчався у 1933 році Герой Радянського Союзу О.Кошовий | вул. Патріарха Мстислава, 66                                     | 1933                                                                    | мем. дошка −1981, заміна 1984            | —                                                              | триповерхо-вий цегляний, дошка — пластикова                                                          | пл. 3081 м2, 0,44×0,65 м                                | —                                                                                        |  |
| 81. | Стела на честь військових частин і з'єднань, які звільнили місто від німецько-фашистських загарбників у вересні 1943 р. | Петровський парк                                                 | 1943                                                                    | 1967                                     | арх. П.Гуміч, Лев Вайнгорт                                     | граніт                                                                                               | вис. 2,5 м                                              | 1967 р. Заходи обкому партії і облвиконкому до 50-річчя Великого Жовтня                  |  |
| 82. | Комплекс пам'ятників на історичному місці полі Полтавської битви | Поле Полтавської битви                                           |                                                                         |                                          |                                                                | |                                                         |                                                                                          |  |
| —   | братська могила 1345 російських воїнів |                                                                  | 27.06.1709                                                              | 1849                                     | арх. М.Никонов, майстер М.Баринов                              | граніт                                                                                               | вис. хреста — 7,5 м, могили — 6,0 м                     | —                                                                                        |  |
| —   | Пам'ятник полеглим шведським воїнам від росіян |                                                                  | 1709                                                                    | 1909                                     | Східно-Фінляндське гранітно-акціонерне товариство              | обеліск — граніт                                                                                     | вис. 8,7 м                                              | —                                                                                        |  |
| —   | Пам'ятник полеглим шведським воїнам від шведів |                                                                  | 1709                                                                    | 1909                                     |                                                                | обеліск — граніт                                                                                     | вис. 6,0 м                                              | —                                                                                        |  |
| -.  | місце командного пункту Петра І |                                                                  | 1709                                                                    | 1973                                     | арх. П.Гуміч                                                   | глиба — граніт                                                                                       | вис. глиби — 1,8 м, насипу — 3,5 м                      | —                                                                                        |  |
| —   | обеліски на місці редутів (10) |                                                                  | 1709                                                                    | 1909                                     |                                                                | граніт                                                                                               | вис. обеліска — 4,5 м, редут — 50×50 м                  | —                                                                                        |  |
| —   | монумент Петру І | перед музеєм Полтавської битви                                   | 1672-1725                                                               | 1950                                     | ск. А.Адамсон, арх. Д.Вероцький                                | ск. — бронза, пост. — лабрадорит                                                                     | вис. 4,12                                               | —                                                                                        |  |
| —   | пам'ятник захисникам Полтавської фортеці і коменданту О. С. Келіну | Першотрав-невий просп.                                           | 1709                                                                    | 27.06.1909                               | ск. А.Обер, арх. А.Більдерлінг                                 | граніт, бронза                                                                                       | вис. 7,0 м                                              | —                                                                                        |  |
|     | Пам'ятник на місці відпочинку Петра І після бою | на перехресті вул. П. Орлика і Спаської                          | 1709                                                                    | 1849                                     | арх. О.Брюлов                                                  | граніт, чавун, бронза                                                                                | вис. 7,2 м                                              | —                                                                                        |  |
|     | Пам'ятник Слави | Жовтневий парк                                                   | 1709                                                                    | 27.06.1811                               | арх. Тома де Томон, ск. Ф.Щедрін                               | граніт, чавунне литво, бронзові композиції                                                           | вис. 17 м                                               | —                                                                                        |  |
| 83. | Братська могила радянських воїнів, пам'ятник воїнам-землякам | с. Крутий Берег                                                  | 1943, 1941–1945                                                         | 1953                                     | Харківський скульптурний комбінат                              | залізобетон, цегла оштук.                                                                            | вис. ск. — 1,95 м, пост. — 1,7 м                        | —                                                                                        |  |
| 84. | Пам'ятний знак полеглим воїнам-землякам | вул. Степана Разіна                                              |                                                                         |                                          |                                                                | |                                                         |                                                                                          |  |

## Пам'ятки монументального мистецтва

### Національного значення
| № | Назва                                              | Рік  | Адреса                       | Охоронний номер |
| - | -------------------------------------------------- | ---- | ---------------------------- | --------------- |
| 1 | Могила письменника І. П. Котляревського            | 1838 | парк імені І. Котляревського | 160003-Н        |
| 2 | Могила письменника Панаса Мирного (П. Я. Рудченка) | 1920 | вул. Патріарха Мстислава     | 160006-Н        |
| 3 | Комплекс пам'яток «Поле Полтавської битви»         | 1709 | північно-західна околиця     | 160009-Н        |
| 4 | Монумент Слави                                     | 1811 | Корпусний парк               | 160010-Н        |
| 5 | Пам'ятник письменнику І. П. Котляревському         | 1903 | вул. І. Котляревського       | 160011-Н        |
| 6 | Пам'ятник письменнику М. В. Гоголю                 | 1915 | вул. М. Гоголя               | 160012-Н        |
|   |                                                    |      |                              |                 |

### Місцевого значення
| №  | Назва                                                                                        | Рік | Адреса | Охоронний номер                                                    |
| -- | -------------------------------------------------------------------------------------------- | --- | --- | ------------------------------------------------------------------ |
| 1  | Пам'ятник В. І. Леніну                                                                       |     | пл. Леніна |                                                                    |
| 2  | Пам'ятник В. І. Леніну                                                                       |     | вул. Гайового, 30, територія тепловозоремонтного заводу ім. А.Жданова |                                                                    |
| 3  | Пам'ятник В. І. Леніну                                                                       |     | вул. Решетилівська, 17, територія олійжиркомбінату |                                                                    |
| 4  | Пам'ятник генерал-лейтенанту О. І. Зигіну                                                    |     | пл. Київська |                                                                    |
| 5  | Пам'ятник-бюст генералу армії М. Ф. Ватутіну                                                 |     | вул. Української Повстанської Армії (відкрито 21 вересня 2013 року) (перенесено у 2013 році з вул. Зіньківська, 44, територія Полтавського військового інституту зв'язку, алея перед головним фасадом; перенесено у 1995 році з вул. Соборності, 42, територія військового училища) перенесено у 2013 році на ріг вулиць Соборності та Петлюри ; у 2023 р. знесено з метою декомунізації |                                                                    |
| 6  | Пам'ятник нескореним полтавчанам                                                             |     | ріг вулиць Пушкіна і Котляревського |                                                                    |
| 7  | Пам'ятник славним захисникам Полтави і доблесному коменданту фортеці полковнику О. С. Келіну |     | Першотравневий проспект |                                                                    |
| 8  | Пам'ятник на місці відпочинку Петра I після Полтавської битви                                |     | ріг вулиць Спаської і Пилипа Орлика |                                                                    |
| 9  | Пам'ятник І. П. Котляревському                                                               |     | вул. Котляревського |                                                                    |
| 10 | Пам'ятник Тарасові Шевченку                                                                  |     | Петровський парк |                                                                    |
| 11 | Пам'ятник М. В. Гоголю                                                                       |     | вул. Гоголя |                                                                    |
| 12 | Пам'ятник-бюст І. П. Котляревському                                                          |     | Соборний майдан, садиба-музей |                                                                    |
| 13 | Пам'ятник-бюст Панасу Мирному                                                                |     | вул. Панаса Мирного, садиба-музей | -                                                                  |
| 14 | Пам'ятник-бюст М. В. Скліфософському                                                         |     | вул. Шевченка, 23, подвір'я обласної лікарні | Заходи Кременчуцького міськкому партії до 50-річчя Жовтня, 1967 р. |
|    |                                                                                              |     | |                                                                    |

## Реалізація державної політики деколонізації культурної спадщини
31 січня 2025 року, відповідно вимог законів України «Про охорону культурної спадщини», «Про засудження комуністичного та націонал-соціалістичного (нацистського) тоталітарних режимів в Україні та заборону пропаганди їхньої символіки», «Про засудження та заборону пропаганди російської імперської політики в Україні і деколонізацію топонімії», був виданий наказ Міністерства культури та стратегічних комунікацій України про виключення 15 об’єктів культурної спадщини Полтави з Держреєстру нерухомих пам’яток України, які пов’язані з подіями Полтавської битви та історією міста під час Російської імперії:
- Пам’ятник Петру I;
- Командний пункт Петра І;
- Пам’ятник на місці відпочинку Петра І після Полтавської битви;
- Пам’ятник захисникам фортеці Полтава та коменданту О. С. Келіну;
- Місце розташування першого редуту повздовжньої лінії;
- Місце розташування другого редуту повздовжньої лінії;
- Місце розташування третього редуту повздовжньої лінії;
- Місце розташування четвертого редуту повздовжньої лінії;
- Місце розташування першого редуту поперечної лінії;
- Місце розташування другого редуту поперечної лінії;
- Місце розташування третього редуту поперечної лінії;
- Місце розташування четвертого редуту поперечної лінії;
- Місце розташування п’ятого редуту поперечної лінії;
- Місце розташування шостого редуту поперечної лінії;
- Пам’ятник на місці переправи російською армії через р. Ворсклу[5].